# 中華肝吸蟲
中華肝吸蟲（學名：Clonorchis sinensis），又稱華支睾吸蟲，是一種可寄生在人類膽管和膽囊的吸蟲，以膽汁為食，主要分布在亞洲淡水水域，全世界估計有3000多萬人受到感染，且多為東亞和東南亞的河川地區居民，患者可能有黃疸、腹瀉、或其他肝膽病變。中華肝吸蟲為1類致癌物。

## 形態
成蟲尺寸介於長10至25毫米、寬3至5毫米的範圍，體型狹長而扁平，外觀狀似向日葵的種子，蟲體一端具有口吸盤，其腸管自此延蟲體兩側分叉延伸至尾端，在前端約四分之一界線處，另有一個較口吸盤小的腹吸盤。此外中華肝吸蟲雌雄同體，呈珊瑚狀分支的睪丸是此寄生蟲最重要的辨識項目之一，分布在口吸盤的另一端，並佔蟲體後端約四分之一，因此分類上屬於後睪科，亦有生物學家據此鼓勵將學名改為Opisthorchis sinensis，目前兩種學名同指一個物種；卵巢則位於中、後端三分之一交界處，子宮盤旋於中段，佔全長約二分之一，兩旁可見網點狀的卵黃腺。成蟲可產下長軸26至30微米、短軸15至17微米、芝麻形狀的卵，一端具有卵蓋（operculum），且周圍卵殼稍微增厚，看似有「腰身」或是「肩膀」狀。

## 生活史
中華肝吸蟲的蟲卵必須在滿洲泥螺等淡水螺中孵化，經過四個發育階段形成尾動幼蟲（cercaria）後離開螺體，並尋找鯉魚、鯽魚、吳郭魚等淡水魚類作為第二中間宿主，在魚鱗、皮膚、肌肉組織發育成囊狀幼蟲（metacercaria），生吃、未完全熟食這些魚的哺乳動物是此寄生蟲的最終宿主，囊狀幼蟲會在食用者十二指腸脫去外囊，並逐漸發育成蟲。這些成蟲可在人體內存活長達30年之久。於盲腸與迴腸交界處交配，後可隨膽汁一同進入消化道，最後隨糞便排出，是診斷的依據。

## 流行病學
中華肝吸蟲症盛行於亞洲地區，包含日本、韓國、中國大陸、台灣、香港、馬來西亞、新加坡和越南等地，患者多居住在河流沿岸，或從事淡水水產料理工作，其中日本自1991年起無相關案例發生，但目前世界上約有3500萬人受到此寄生蟲侵擾，而中國人又佔總數七分之三，其中又以兩廣地區最為嚴重。此現象可能與生食習慣或地方佳餚特色有關，例如只以熱湯澆淋淡水生魚薄片的鮮魚粥，而湖廣地區著名的魚生湯，也是以類似方法烹調的傳統佳餚，這種方式卻可能不足以殺死寄生在淡水魚體的幼蟲。有實驗指出，在溫熱水中，一片厚度約1毫米、含有囊狀幼蟲的淡水魚肉，雖在90℃時僅需一秒即可殺死幼蟲，但隨著使用的水溫越低、淡水魚片厚度的增加，都會使所需時間增長或無法殺死幼蟲。而台灣人類感染者多分佈在苗栗縣獅潭鄉、南投縣國姓鄉、高雄市美濃區、屏東縣麟洛鄉、竹田鄉、九如鄉等，主要跟當地盛行以糞養淡水魚有關。
据估计，这种寄生虫是世界上第三大最普遍的蠕虫寄生虫。它是俄罗斯、日本、中国、台湾、韩国和东南亚（尤其是越南）的特有种。在亚洲，它是最普遍的人类吸虫，估计有超过1500万人受到感染，2亿人持续面临感染风险。 中国的发病率最高，约有1300万例感染，占总病例的85%。
男性、渔民、农民、商人和餐饮人员的感染率通常较高。感染在40-60岁的成年人和老年人中更为严重。更多的病例发生在低阶级或中产阶级国家，增加了疾病负担并造成了经济问题。华支睾吸虫病在全球导致275，370个残疾调整生命年。到2010年，仅在中国广东省治疗肝吸蟲病相关疾病的计算经济负担就达到2亿美元。

## 臨床表現

### 急性表現
中華肝吸蟲鮮少造成急性症狀，一般上在吃了未煮熟的魚的10到26天內，身體會開始出現發燒、食慾不振、腹部疼痛、肌肉酸痛、關節痛、全身軟弱或浮腫。一般上這些症狀會持續2到4個星期。[1]肝腫大和淋巴結種大的現象也有可能出現。此時，一般人的血液中的嗜酸性球(eosinophil)的數量也會大量增加。3到4個星期後便能在病患的糞便中驗出中華肝吸蟲的卵。

### 慢性表現
蟲體吸附在膽管或膽囊，以膽汁作為營養來源，嚴重時會妨礙宿主對脂質的消化和吸收；蟲體的聚集可造成物理性的傷害，若產卵數量大，堆積後甚至可造成膽囊破裂；此外吸蟲的分泌物及排泄物亦具有毒性，可導致纖維化（fibrosis）的病變、引起發炎反應，使血液中嗜酸性球的數量增加，患者也可能出現黃疸、膽結石、肝硬化、多發性肝膿瘍（multiple liver abscess）。

### 膽管上皮細胞癌
慢性感染會增加得到膽管上皮細胞癌的機率。因而使病患體重下降、胃痛、腹部出現腫塊、黄疸和腹水。目前，沒有人知道慢性病患為何會患上膽管上皮細胞癌。香港的一個臨床研究顯示，那些患上膽管上皮細胞癌的人，67%的人都同時患上中華肝吸蟲的病。這些人的存活率也不高，保守估計為6.5個月。[2]

## 診斷和治療
依據中華肝吸蟲的生活史特性和其所造成之病理表現，主要有數項方式可以作為診斷工具，包括排泄物中的卵、血液檢測、或以十二指腸抽取物質做檢驗。目前吡喹酮（praziquantel）和阿苯达唑（albendazole）是主要的治療藥物，前者可能帶來頭痛、頭暈、失眠、噁心、嘔吐等副作用，後者副作用雖較小，但效果較差。嚴重的患者，也可能必須進行手術治療。

## 预防和控制
美国疾病预防控制中心建议，不要食用生鱼、未熟透的鱼，也不要食用盐鱼、熏鱼或腌透的鱼。世卫组织建议采用兽医公共卫生措施、推进食品安全教育，并扩大抗蠕虫药物的使用范围。中国的国家卫生和计划生育委员会的建议和世卫组织类似。
世界各国的卫生监管机构对生食鱼类的冷冻时间都有提出要求。欧盟（EFSA）特别规定，与其他寄生虫相比，怀疑含有Clonorchis或Opisthorchis寄生虫的鱼类需要更长的冷冻时间。根据世卫组织和联合国粮农组织的数据，在−10 °C（14 °F）下冷冻5天，或在−20 °C（−4 °F）冷冻3-4天，可杀死中華肝吸蟲的幼虫。
欧洲食品安全局建议，对怀疑有此虫的鱼在70 °C（158 °F）煮30分钟后食用。

## 外部連結
- 寄生蟲學-Nematoda(線蟲)-Clonorchis sinensis(中華肝吸蟲) （页面存档备份，存于）
- （中文）华支睾吸虫 （页面存档备份，存于），山西醫科大學
- （中文）Clonorchis sinensis，台灣大學醫學系
- （简体中文）肝吸虫病，39健康网
- （简体中文）肝吸虫病 （页面存档备份，存于），中国中医网
- 中華肝吸蟲的图片 （页面存档备份，存于）